# Richard Webb (economista)
Richard Charles Webb Duarte (Lima, 7 de julio de 1937), es un economista y profesor peruano. Fue Presidente del Banco Central de Reserva y del Banco Latino.

## Biografía
Sus padres fueron Philip Webb y Graciela Duarte.  
Estudió secundaria en el Markham College y luego se trasladó al Reino Unido donde culminó la secundaria en St. Andrews College en Escocia. 
Estudió en la Universidad de St. Andrews, graduándose en 1960 de economista y geógrafo. Realizó un doctorado en Economía en la Universidad de Harvard (1974). 
Ingresó al Departamento del Banco Central de Reserva del que fue gerente de Estudios Económicos (1963-1969). Tras el golpe de Estado de Juan Velasco Alvarado en 1968, fue acusado junto a Pedro Pablo Kuczynski y Carlos Rodríguez-Pastor Mendoza de desembolsar dólares en favor de la International Petroleum Investment Company. Sin embargo no se demostró su culpabilidad. 
Fue director del Banco Minero (1967-1968) y del Banco de Vivienda (1967-1971). 
Fue economista de la División del Empleo y Desarrollo Rural del Banco Mundial, de 1975 a 1980. 
En julio de 1980 fue nombrado presidente del Banco Central de Reserva, por el recién iniciado gobierno de Fernando Belaúnde Terry; Webb fue ratificado en el cargo por el Senado en agosto del mismo año. Fue presidente del ente emisor hasta 1985. 
Durante el gobierno de Belaúnde, también se desempeñó como gobernador en el Fondo Monetario Internacional. .
Se desempeñó como consultor en organismos como el Banco Mundial, el Banco Interamericano de Desarrollo y la Agencia de los Estados Unidos para el Desarrollo Internacional (USAID).
En 1988 fundó el Instituto Cuánto, organismo que investiga aspectos cuantitativos en Economía y del que es presidente actualmente, y, en 1996, fundó la consultora Málaga-Webb & Asociados, de la que también fue presidente. 
Fue presidente del Banco Latino, de 1999 al 2001.
En agosto de 2001 fue nombrado nuevamente como Presidente del Banco Central de Reserva por el presidente Alejandro Toledo Manrique y ratificado por la Comisión Permanente del Congreso de la República, de acuerdo a ley, en septiembre del mismo año. Se mantuvo como presidente del ente monetario hasta su renuncia en julio de 2003.
Fue miembro del Directorio de IBM para Latinoamérica (1989-1994), de Goodyear del Perú, de Diviso, Credinka, Financiera Nueva Visión y de Refinería La Pampilla (2014-).

## Labor académica
Ha sido profesor de la Universidad Nacional Agraria La Molina, de la Universidad Nacional Mayor de San Marcos, de la Universidad Federico Villarreal, de la Pontificia Universidad Católica del Perú y la Universidad de Lima
De 1969 a 1971 fue Jefe del Departamento de Economía de la Pontificia Universidad Católica del Perú.
De 1971 a 1975 fue profesor de la Escuela Woodrow Wilson de Asuntos Públicos e Internacionales en la Universidad de Princeton en Nueva Jersey.
En 1977 fue profesor visitante de la Universidad de Toronto y en 1979 de la Universidad Americana.
En 1990, fue elegido miembro del Brookings Institution de Washington D. C.. 
Desde 2004 es director del Instituto del Perú de la Universidad de San Martín de Porres.

## Publicaciones
- Conexión y despegue rural. 2013
- The mustard tree. A history of microfinance in Peru (junto a Lucy Conger y Patricia Inga). 2009
- ¿Hormigas o tigres? Reflexiones sobre valores. 2008
- Una economía muy peruana. 1999.
- The World Bank, Its First Half Century (junto a Devesh Kapur y John Lewis). 1997
- Sólido, Líquido o Gas: Reflexiones sobre Economía. 1996
- Perú en Números 2002. 1990
- Porqué Soy Optimista. 1985
- La Distribución del Ingreso en el Perú (junto a Adolfo Figueroa). 1976
- Income Distribution and Growth in the Less - Developed Countries. 1975
- Government Policy and the Distribution of Income in Perú, 1963-1973. 1974

## Reconocimientos
- Premio Manuel J. Bustamante de la Fuente

| Predecesor: Germán Suárez Chávez | Presidente del Banco Central de Reserva del Perú agosto de 2001 - agosto de 20 de agosto de 2003 | Sucesor: Javier Silva Ruete |

- Datos: Q6108724